# Devota & Lomba
Devota & Lomba es una firma de moda española creada en los años 1980 por el diseñador Modesto Lomba (Arcaute, concejo de Vitoria, 1962) y el arquitecto José Luis Devota (Palo Santo, Argentina, 1962-21 de septiembre de 1993) y continuada por Lomba tras la muerte de Devota.

## Inicios
Devota & Lomba llegó al mundo de la pasarela en Vitoria en el año 1986. Modesto Lomba, formado en sastrería y con un título en técnico de patronaje, y el arquitecto Luis Devota se unieron ese año para crear la firma. Aquel año presentaron su primera colección: Primavera/Verano 1987.

## Consagración
Tras su presentación en Pasarela Cibeles en 1988 con la colección Otoño/Invierno 1989, reciben el Premio Ama al Diseño Joven. Al año siguiente participan en un desfile de creadores españoles en París, representan a España en el Pitti Trend de Florencia y reciben el Premio Balenciaga al mejor Creador Novel. En 1990 estuvieron presentes en el Fashion Center de San Francisco.

## Nueva etapa
En 1993, fallece Luis Devota y Modesto continúa en solitario con la marca, comercializando sus prendas tanto en tiendas multimarca nacionales como internacionales. A la vez continúa diversificando su oferta de productos incluyendo zapatos (1993), trajes de baño (1993), cinturones (1994), colecciones de novia (desde 1995), junto al joyero De Beers (1997), elementos de papelería (2005) y proyectos de arquitectura (2005) entre otros.
En el año 2000, abre la primera tienda de Devota&Lomba en Madrid.
La firma participa en la Semana de la moda de Moscú (2005) y en la Semana de la moda de Belgrado (2005).

## Otros proyectos

### Vestuarios
- 1992: Diseño de vestuario del ballet Mediterrania de Nacho Duato
- 1993: Vestuario Ana Reverte para el Festival de la OTI.
- 1994: Vestuario de Ornella Muti para la película Tatiana, la muñeca rusa, dirigida por Santiago de San Miguel Querejeta.
- 1994: Vestuario para la bailarina Yolanda, en su gira de Hong Kong.
- 1998: Diseño y realización del vestuario de la obra de teatro Arte dirigida por Josep Maria Flotats.
- 1998: Diseño y realización del vestuario para la obra Poeta del Ballet Nacional de España conmemorativa del 20 aniversario de su creación

### Complementos y accesorios
Ha diseñado elementos de joyería, óptica y relojería. A sus coleccione le acompañan bolsos, pañuelos, monederos, cinturones, corbatas, gorras, ropa interior y zapatos.

### Interiorismo
Escaparate para la firma de tejidos de decoración Pepe Peñalver (1995). Colección de ropa de hogar con Euromoda (2004). Colección de mobiliario de cocina para Bossia (2007). Colección de alfombras para Alfombras Peña (2007).

### Taller de arquitectura
Inaugurado en 2005, retoma intereses originales (Devota era arquitecto) y se centra en la rehabilitación de edificios y el interiorismo. Entre otros proyectos, rehabilita la Casa-Palacio Santa Ana en Sevilla.

## Asociación de Creadores de la Moda de España
Desde el año 2000, Modesto Lomba es el presidente de la Asociación de Creadores de la Moda de España que integra a una variedad de diseñadores de moda españoles.

## Premios
- 1988: Premio Ama al Diseño Joven
- 1989: Premio Cristóbal Balenciaga a Creadores Noveles
- 1991: Premio Pasarela Madrid a la Mejor Colección
- 1992: Premio Baileys al Mejor Desfile de Mujer
- 1996: Premio Vidal Sasoon a la Mejor Colección Cibeles
- 1997: Premio Motorola al Mejor Diseño de Complementos para Teléfonos Móviles
- 2006: Premio Dedicación a la Moda
- 2023 Medalla de Oro al Mérito en las Bellas Artes.[7]